# Piazza Trilussa
La Piazza Trilussa es una plaza en el barrio romano de Trastevere. Su nombre es el acrónimo del apellido del poeta Carlo Alberto Salustri, al que homenajea.
El centro de la plaza está dominado por la monumental Fuente de los Cien Sacerdotes, que a su vez enfrenta al Ponte Sisto.